# Іспансько-брунейська війна
Іспансько-брунейська війна (малай. Perang Kastila, ісп. Expedición de Bruney) — збройний конфлікт між Іспанською імперією та Брунейським султанатом, що відбувся 1578 року.

## Передісторія
До XVI століття основні торгові шляхи з Південно-Східної Азії до Європи через Близький Схід контролювались арабами, а європейці намагались перехопити у них торгівлю прянощами. Брунейська імперія була однією з основних сил у Південно-Східній Азії, розташовуючись від західного Калімантану до півночі Філіппін, та спроби європейців закріпитись в регіоні вели до неминучого конфлікту.
1565 року іспанці захопили філіппінський острів Себу, й, заснувавши там торговельний пост, зробили його центром поширення християнства. Оскільки Брунейський султанат ще наприкінці XV — початку XVI століть створив на острові Лусон (в районі сучасної Маніли) васальну державу Селуронг, що зайнялась поширенням ісламу, то торговий конфлікт набув релігійного забарвлення. Користуючись роздробленістю Філіппін, іспанський конкістадор Мігель Лопес де Легаспі заходився хрестити тубільців на півночі Лусону й 1571 року заснував там нову столицю колонії — Манілу.
1576 року іспанський генерал-губернатор Філіппін Франсіско де Санде Пікон відрядив офіційну делегацію до султана Брунею Саїфу Ріджалу. Делегація повідомила, що Іспанія бажала б установлення дружніх відносин з Брунеєм, та попрохала дозволу на проповідь християнства, натомість зажадавши, щоб Бруней припинив поширення ісламу на Філіппінах. Султан Саїф Ріджал не погодився з цими вимогами та висловив свій протест християнізації Філіппін, які він вважав частиною Дар аль-ісламу.

## Перебіг війни
1578 року до Маніли звернулись принци Сері Лела й Сері Ратна, які попрохали про іспанську допомогу в усуненні з брунейського престолу їхнього брата Саїфа Ріджала. Іспанці погодились, і в березня 1578 року з Маніли до Брунею вирушив іспанський флот, який очолював особисто Франсіско де Санде. В експедиції брали участь 400 іспанців, 1500 філіппінців і 300 брунейців. 16 квітня 1578 року за допомогою Сері Лели й Сері Ратни іспанці увійшли до тогочасної брунейської столиці Кота-Бату. Султан Саїф Ріджал і столичний намісник Абдул Кахар були змушені тікати спочатку в Мераганг, а потім — в Джерудонг; новим султаном був проголошений Сері Лела, а Сері Ратна став при ньому бендахарою (візиром). Тим часом іспанці почали зазнавати важких втрат від хвороби, що спалахнула серед них, і 26 червня 1578 року повернулись із Брунею до Маніли. Перед відбуттям зі столиці Брунею вони спалили мечеть. Брунейські легенди стверджують, що іспанців вигнав бендахара Сакам (брат султана Саїфа Ріджала) з тисячею місцевих воїнів, проте сучасні історики вважають цю заяву неправдивою.
Сері Лела помер у серпні чи вересні 1578 року від тієї ж хвороби, на яку страждали іспанці; його дочка пішла з іспанцями та вийшла заміж за наверненого у християнство філіппінця.

## Наслідки
Іспанці не допускали появи брунейських аванпостів на Лусоні, але в цілому намагались підтримувати добросусідські відносини.